# Есхара
Есхара е ниска глинена платформа, почти квадратна и декорирана, ползвана за ритуално огнище. Есхарите се свързват с жертвоприношения и се откриват из много селища из Тракия от елинистическата епоха, типично в подпокривни пространства.
Есхарата е светилище, което вероятно е функционирало в погребалната практика като канал към задгробния живот.

## Есхари в България
Списъкът е непълен.

### Бузовград
През 2012 година при разкопки на царска гробница в Ораната могила край казанлъшкото село Бузовград под ръководството на Георги Нехризов е открита тракийска есхара с площ от около 1 квадратен метър, на която са изгаряни жертвени животни при възхваляване на загинал в битка герой. Есхарата е с форма на пресечена пирамида, богато украсена със символични орнаменти, направени с помощта на шнур, отпечатан върху влажната глина, преди да бъде запален огънят в есхарата (техника псевдошнур). В централната част е изобразен квадрат, в който е вписана центрирана окръжност, от която излизат четири лъча. Пространството между квадрата и външната, също квадратна рамка, е запълнено със спираловиден мотив; като символите са интерпретирани като слънцето и жизнения кръговрат. Ритуалът е характерен за края на IV – началото на V век пр. н.е.

### Язовир Яденица
През 2019 година при археологически разкопки в чашата на строящия се язовир „Яденица“, в Община Белово, е открит тракийски култов комплекс, датиран към VІ – ІV век пр. н.е. Открито е светилище с централен олтар, на който са извършвани жертвоприношения, представляващ есхара от изпечена глина с подложка от дребни камъни и с равна горна повърхност украсена с техниката псевдошнур. Върху нея са намерени керамични фрагменти, глинени жетони, тежести за стан, глинени прешлени, подноси. Предположението на археолозите е, че на мястото е извършвано депониране на даровете и остатъците от жертвоприношенията.